# Kodibeleng
Kodibeleng è un villaggio del Botswana situato nel distretto Centrale, sottodistretto di Mahalapye. Il villaggio, secondo il censimento del 2011, conta 1.298 abitanti.

## Località
Nel territorio del villaggio sono presenti le seguenti 32 località:
- Dam 5 B4 di 5 abitanti,
- Ditampane di 5 abitanti,
- Khuse di 21 abitanti,
- Kwapeleng di 25 abitanti,
- Madila di 3 abitanti,
- Mahataashongwane di 4 abitanti,
- Maitsonkwane di 23 abitanti,
- Makgabe,
- Manonyane di 37 abitanti,
- Manyanyape di 16 abitanti,
- Marapo a phofu di 15 abitanti,
- Marele,
- Masowe di 10 abitanti,
- Masowe di 8 abitanti,
- Matsubane,
- Matswereamanong di 1 abitante,
- Matswereamanong Lands di 15 abitanti,
- Merolo di 23 abitanti,
- Mmamotsididi di 24 abitanti,
- Mokokore di 72 abitanti,
- Mothowaeng,
- Motonke di 8 abitanti,
- Motsiapane di 4 abitanti,
- Radankgwe di 11 abitanti,
- Radinkwe di 31 abitanti,
- Ramantswe di 50 abitanti,
- Ramogapele di 28 abitanti,
- Sebere di 29 abitanti,
- Sepane di 10 abitanti,
- Teekane,
- Tsepane di 3 abitanti,
- Tsokwe di 18 abitanti